# Batidas por minuto
Batidas por minuto (BPM), ou batimentos por minuto, é uma velocidade rítmica. Usada para medição da pulsação do coração humano e do andamento musical. Termo bastante utilizado, principalmente na música eletrônica e no pop. O BPM de uma música pode ser identificado com o auxílio de um relógio chamado metrônomo.

## Música
As batidas por minutos, é definida para poder decorrer o andamento da música, sendo quanto mais alto o BPM, mais rápido. O BPM é necessário para por sentido no ritmo da música, sendo usado por muitos gêneros musicais como Funk (Brasileiro), Metal, Jazz, Pop.
Existe várias maneiras de contar o BPM, sendo assim chamado de fórmulas de compasso, sendo a mais famosa 4/4.

## Medicina
Os Batimentos por minutos é usado para medir a frequência cardíaca, que podem trocar bastante durante o dia. Os batimentos cardíacos padrões dependem da idade, sendo o comum 80 BPM a partir dos 15 anos.